# مسیر سیگنال
در الکترونیک، مسیر سیگنال (به انگلیسی: Signal Trace)   یا مسیر مدار بر روی بُرد مدار چاپی (PCB) یا مدار مجتمع (IC) معادل یک سیم برای رسانایی سیگنال است. هر مسیری شامل یک قسمت مسطح و باریک از ورقه مسی است که پس از زدایش باقی می ماند. مسیرهای سیگنال معمولاً باریکتر از مسیرهای تغذیه یا زمین است زیرا نیازمندی‌های حمل‌کردن جریان به‌طورمعمول بسیار کمتر است.

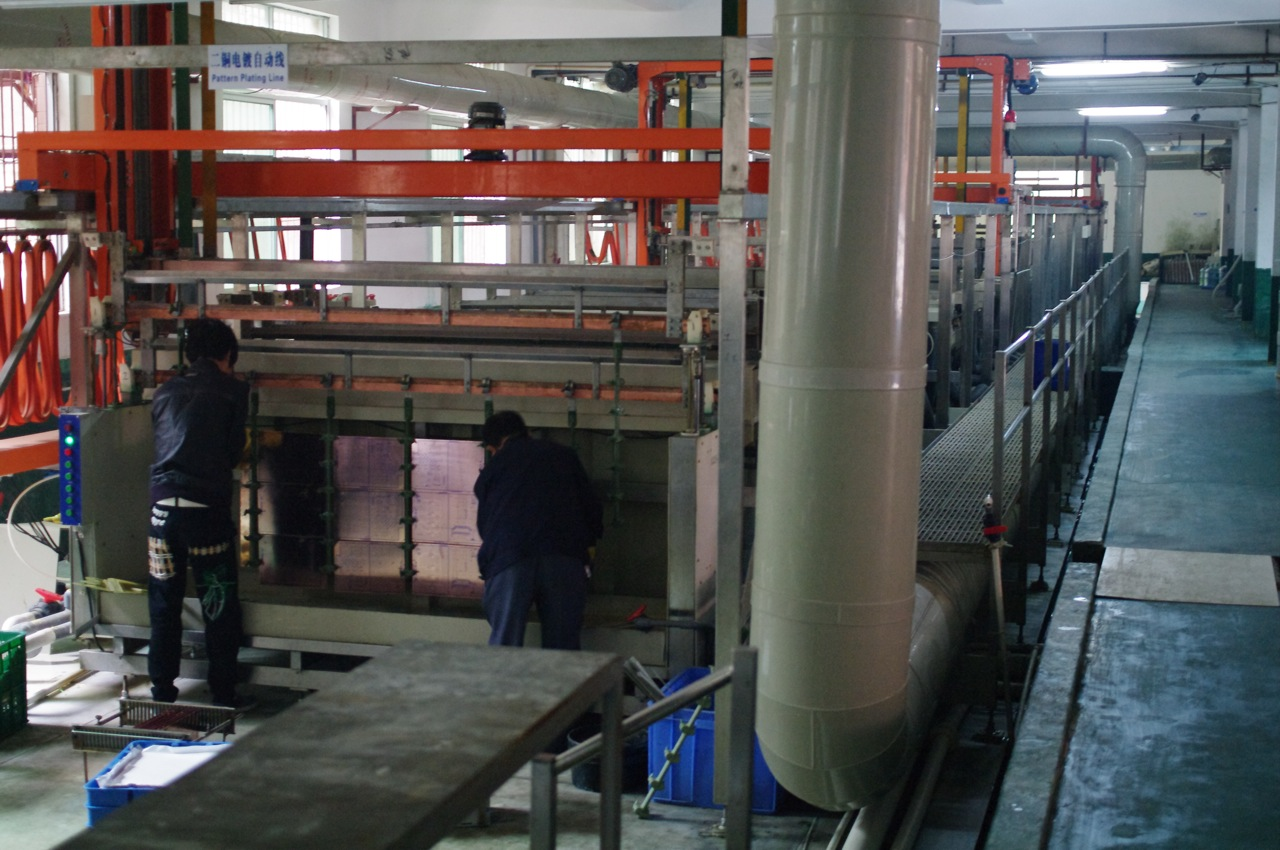
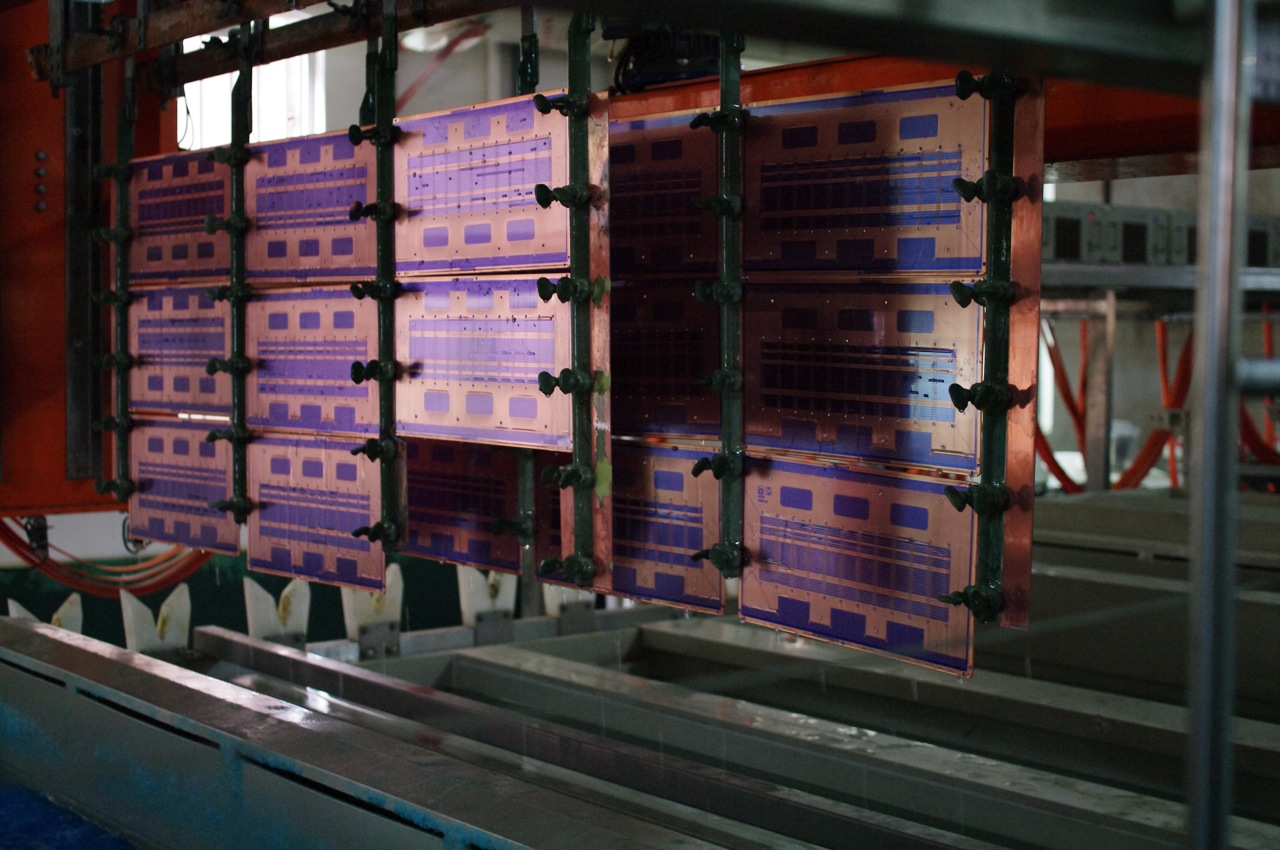